# Piaseczno Wiadukt
Piaseczno Wiadukt – wąskotorowy przystanek osobowy w Piasecznie, w województwie mazowieckim, w Polsce.

## Historia
Przystanek po raz pierwszy pojawia się w rozkładzie jazdy na lato 1962 roku. W obrębie przystanku znajdował się dwukomorowy semafor świetlny, który osłaniał pobliski posterunek odgałęźny Przeładunkowa od strony Piaseczna. Obiekt był powszechnie wykorzystywany jako punkt przesiadkowy pomiędzy pociągami normalnotorowymi kursującymi po linii kolejowej nr 8, a składami wąskotorowymi. Ruch pasażerski na odcinku, na którym znajduje się rzeczony przystanek (Piaseczno Miasto - Grójec) zawieszono w dniu 01.07.1991 roku.